# 澤野貴夫
澤野 貴夫（さわの たかお、Takao Sawano）は日本のゲームクリエイター。任天堂株式会社情報開発本部技術制作部部長。
1972年任天堂に入社。前年に入社した上村雅之とともにLSIを使用したゲームの製作に携わる。その後ゲーム&ウオッチの製作に携わった後上村の下でファミリーコンピュータの開発プロジェクトに参加する。ファミリーコンピュータの十字ボタンを提案している。
「NINTENDO 64」や「64DD」、「ニンテンドー ゲームキューブ」、「ニンテンドーDS」をハードウェア設計開発の段階から、ソフトウェア開発チームの観点からのハードウェアの基礎技術の研究開発業務。ならびに、任天堂社内開発者向けの技術サポート業務を担当。
64DDで発売された『マリオアーティスト』シリーズのプロデュースも担当。

## ハードウェア
- NINTENDO64（1996年6月23日）
- 64DD（1999年12月1日）
- ニンテンドーゲームキューブ（2001年9月14日）
- ニンテンドーDS（2004年12月2日）
- バランスWiiボード（2007年12月1日）ハードウエア・プロデューサー[2][3]

## 作品
- マリオアーティスト ペイントスタジオ（1999年12月11日、64DD）プロデューサー
- マリオアーティスト タレントスタジオ（2000年2月23日、64DD）プロデューサー
- マリオアーティスト コミュニケーションキット（2000年6月29日、64DD）プロデューサー
- マリオアーティスト ポリゴンスタジオ（2000年8月29日、64DD）プロデューサー

## スタッフクレジットに名前が載っているサポート担当作品
- スーパーマリオ64（1996年6月23日、NINTENDO64）テクニカルサポート
- ウェーブレース64（1996年9月27日、NINTENDO64）テクニカルサポート
- マリオカート64（1996年12月14日、NINTENDO64）テクニカルサポート
- スターフォックス64（1997年4月27日、NINTENDO64）テクニカルサポート
- ウエーブレース64 振動パック対応バージョン（1997年7月18日、NINTENDO64）テクニカルサポート
- スーパーマリオ64 振動パック対応バージョン（1997年7月18日、NINTENDO64）テクニカルサポート
- どうぶつの森+（2001年12月14日、ニンテンドーゲームキューブ）テクニカルサポート
- スーパーマリオサンシャイン（2002年7月19日、ニンテンドーゲームキューブ）テクニカルサポート